# Sathyamangala
Sathyamangala è una suddivisione dell'India, classificata come census town, di 11.399 abitanti, situata nel distretto di Hassan, nello stato federato del Karnataka. In base al numero di abitanti la città rientra nella classe IV (da 10.000 a 19.999 persone).

## Geografia fisica
La città è situata a 12° 57' 40 N e 76° 07' 14 E.

## Società

### Evoluzione demografica
Al censimento del 2001 la popolazione di Sathyamangala assommava a 11.399 persone, delle quali 5.817 maschi e 5.582 femmine. I bambini di età inferiore o uguale ai sei anni assommavano a 1.113, dei quali 595 maschi e 518 femmine. Infine, coloro che erano in grado di saper almeno leggere e scrivere erano 9.191, dei quali 4.933 maschi e 4.258 femmine.